# Holconia westralia
Holconia westralia är en spindelart som beskrevs av Hirst 1991. Holconia westralia ingår i släktet Holconia och familjen jättekrabbspindlar.
Artens utbredningsområde är Western Australia. Inga underarter finns listade i Catalogue of Life.